# Tewa
El tewa és una llengua de la família kiowa-tano parlada pels pueblo tewes, sobretot a la vall del riu Grande a Nou Mèxic al nord de Santa Fe, i a Arizona. També es coneix com a Tano o (arcaic) Tée-wah.

## Dialectes i ús
El cens de 1980 comptava 1.298 parlants, gairebé tots ells bilingües en anglès. Cada poble o reserva on es parla té un dialecte:
- Nambe: 50 parlants (1980); 34 parlants (2004)[3]
- Pojoaque: 25 parlants (1980)
- San Ildefonso: 349 parlants
- Ohkay Owingeh: 495 parlants (1980)
- Santa Clara: 207 parlants (1980)
- Tesuque: 172 parlants (1980)

El tewa també és parlat pels tewa d'Arizona (Hopi-Tewa, Tano) que viuen a Hano en la reserva Hopi a Arizona.
Cap al 2012 el tewa era definit per la UNESCO com a "definitivament en perill d'extinció" a Arizona i "seriosament en perill" a Nou Mèxic.
En els noms "Pojoaque" i "Tesuque", l'element pronunciat "que" (pronunciat com a [ɡe] en tewa, o /ki/ en anglès) és el nom tewa per "lloc".
El tewa pot ser escrit en alfabet llatí; que s'utilitza ocasionalment per a fins com ara signes (Be-pu-wa-ve, "Benvinguts", o sen-ge-de-ho,"Adéu"). Atès que els sistemes alfabètics s'han desenvolupat en els diferents pueblos, el tewa té una varietat d'ortografies en lloc d'un sol alfabet estandarditzat. La forma escrita de la llengua no és tan ubiqua com en idiomes com el cherokee o navajo, pel fet que alguns parlants tewa senten que la llengua s'ha de transmetre a través de la tradició oral. La llengua tewa era una llengua parlada durant la dècada de 1960, i la documentació lingüística digital s'estava treballant a partir de 1995.

## Revitalització lingüística
Esther Martinez, qui va viure fins als 94 anys, fou coneguda a nivell nacional pels seus esforços en la preservació de la llengua tewa. El seu diccionari tewa del pueblo San Juan fou publicat en 1982. La Llei de preservació de llengües ameríndies Esther Martinez va rebre el nom per ella, i el 15 de setembre de 2012, membres de la delegació del Congrés de Nou Mèxic va introduir legislació per a estendre el programa uns altres cinc anys.
Els programes de llengua tewa estan disponibles per als nens en la majoria dels pueblos de parla tewa. The Santa Clara Pueblo Tewa Language Revitalization Program also sponsors cultural activities, such as visiting Crow Canyon.
Els contes infantils en tewa han estat digitalitzats per la Universitat de Nou Mèxic, i estan disponibles en línia.
Un film documental de 2012, "The Young Ancestors", segueix a un grup d'adolescents de l'Escola Preparatòria de Santa Fe a mesura que aprenen tewa en un programa d'auto-estudi amb l'ajuda d'un mentor, la professora de literatura de setè grau Laura Kaye Eagles.